# Kepler object of interest
Kepler object of interest（KOI）とは、1つ以上の太陽系外惑星が周囲を公転している可能性のあるケプラー宇宙望遠鏡によって観測された恒星である。KOIは、Kepler Input Catalog（KIC）の150,000個の恒星の中から取得されている。KOIの恒星は、惑星が恒星の前を通過するため、周期的に減光する。ただし、背景にある別の連星等によっても減光が起こることがあるため、そのような観測された減光は、必ずしも惑星の存在を示しているものではない。そのため、KOIの大部分はいまだに公転する惑星が確認されていない。

## 歴史
2009年5月2日から2009年9月16日までの観測に基づいたKOIが最初に公開されたのは2010年6月15日であり、太陽系外惑星が恒星の周囲を公転している疑いがある306個の恒星が含まれていた。さらに400個のKOIが発見されたことが発表されたがすぐには公開されなかった。これは、ケプラーチームが追加の観測を行うためであった。
2011年2月1日、同じ期間に行われた観測の2回目の公表では、997個の恒星の周囲の1235個のトランジット信号が一覧に含まれた。

## 命名規則
惑星が周囲を公転している可能性のあるケプラーによって観測された恒星には、「KOI」という指定の文字に整数が付けられる。特定のKOIに関連付けられた周期的なトランジットごとに、その恒星のKOI番号に2桁の10進数が追加される。例えば、恒星KOI-718の周囲の最初の惑星候補はKOI-718.01と指定され、2番目の候補はKOI-718.02で、3番目はKOI-718.03となる。そのような候補が惑星であることが確認されると、恒星は「ケプラー」と指定され、その後にハイフンと整数が続く。惑星には、それらが発見された順に文字が続く。

## KOIのデータ
ケプラーがトランジット観測を行っていた150,000個の恒星すべてについて、各恒星の表面温度、半径、表面重力、質量の推定値が測定されている。これらのデータは、フレッド・ローレンス・ホイップル天文台の1.2m反射望遠鏡でケプラーが打ち上げられる前に行われた測光観測から得ることができる。KOIの場合、さらに各トランジット信号のデータが存在する。信号の深度、信号の持続時間、周期的な信号（一部の信号にはこの最後の情報がない）があるが、その信号が惑星によるものと仮定するとこれらのデータから恒星を基準とした惑星の大きさ、距離（軌道離心率は0と仮定）、公転周期を取得することが可能である。前述の恒星の推定されている特性と組み合わせて、惑星の大きさ、距離、平衡温度を推定することが可能である。

## 誤検出
KOIの惑星候補の90％は真の惑星であると推定されているが、KOIのいくつかは偽陽性、つまり実際の惑星ではないことが予想されている。このような誤検出の大部分は、連星によるものだと考えられている。これははるかに遠く、したがって前述のKOIより暗いが、ケプラーが区別するには近すぎる。一方、データの統計的変動は、ケプラーによって観測されている150,000個の恒星全体で1つ未満の誤検出に寄与すると予想される。

## 誤同定
誤検出に加えて、トランジット信号は、ケプラーによって推定されたものよりも大幅に大きい惑星が原因である可能性がある。これは、連星のように、単に公転している惑星以外の光源がある場合に発生する。このような場合、光を生成する表面積が想定よりも大きいため、特定のトランジット信号は想定していたものよりも大きくなる。恒星系のおよそおよそ34％が連星であるため、KOI信号の最大34％が連星内の惑星から発生しているものであり、その結果、推定値よりも大きくなる可能性がある（惑星が単一星系と同じように連星で形成される可能性が高いと仮定）。ただし、追加観測はこれらの可能性を排除する場合があり、特定の惑星候補の性質を確認するために不可欠となっている。

## 候補の確認
KOIが誤検出等ではなく、実際に予測された惑星が存在していることを示すには、追加の観測が必要となる。最もよく確立された確認方法は、KOIに作用する惑星の視線速度を取得することである。ただし、多くのKOIでは、これは現実的ではない。これらの場合、地上の望遠鏡を使用したスペックル・イメージングまたは補償光学を利用して、背景の連星による食の可能性を大幅に減らすことが可能である。追加の観測は、そのような天体である可能性を0.01％未満に減らすと推定されている。さらに、KOIのスペクトルを取得して、恒星が連星系の一部であるかを確認することができる。

## 主なKOI

### 惑星が確認されたKOI
2016年8月10日の時点で、ケプラーは1647個の恒星の周囲を公転する2329個の確認された惑星と4696個の惑星候補を発見した。

#### 以前に検出された惑星
地上からの観測で以前から知られていたケプラー宇宙望遠鏡の視野内の3つの恒星は、ミッションによってケプラー1、ケプラー2、およびケプラー3として識別され、ケプラーによって再観測された惑星がある。これらの恒星は、GSC 03549-02811、HAT-P-7、およびHAT-P-11とされている。

#### ケプラーチームによって確認された惑星
ケプラーによって8つの恒星が最初に観測されて、周囲を公転する惑星の存在を示す信号があり、その性質が確認された。それらは、KOI-7、KOI-18、KOI-17、KOI-97、KOI-10、KOI-377、KOI-72、KOI-157である。このうち、KOI-377とKOI-157には複数の惑星（それぞれ3つと6つ）が公転していることが確認されている。

#### 他の共同研究によって確認された惑星
一般に公開されているケプラーのデータから、1つの恒星にKOI-428 bという惑星が存在していることが確認されている。

### 未確認の惑星を持つKOI
ケプラー20（KOI-70）には、少なくとも4つの惑星の存在を示すトランジット信号が確認されている。確認された場合、KOI-70.04は主系列星の周囲でこれまでに発見された最小の太陽系外惑星（地球の大きさの0.6倍）であり、PSR B1257+12 Aに次いで2番目に小さい既知の太陽系外惑星となる。KOI-70.04が偽陽性や誤同定でない可能性は80％を超えると推定されている。
2011年2月1日のデータで公表された6つのトランジット信号は、「地球のような」（地球の2倍未満のサイズ）惑星であり、ハビタブル・ゾーン内にある惑星を示している。それらは、KOI-456.04、KOI-1026.01、KOI-854.01、KOI-701.03、KOI-326.01、KOI-70.03である。しかし、最近の研究ではこれらの候補の一つ（KOI-326.01）は、最初に報告されたときのデータよりはるかに大きく、温度が高いことが判明した。現時点では、太陽のような恒星の周囲のハビタブル・ゾーン内に位置する唯一の「地球のような」惑星候補はKOI-456.04のみである。この惑星候補は、ケプラー160の周囲を公転している。
Muirheadらによる2011年9月の研究では、いくつかの矮星の推定半径と有効温度の再較正により、それらの恒星のハビタブル・ゾーン内に6つの地球サイズの惑星候補KOI-463.01、KOI-1422.02、KOI-947.01、KOI-812.03、KOI-448.02、KOI-1361.01が存在する可能性があると報告されている。

### 惑星以外の発見
いくつかのKOIには、恒星よりも温度が高い天体が含まれている。これは、小さい天体が物質移動によって形成された白色矮星であることを示している。KOI-74、KOI-81、KOI-959がそれに該当する。
KOI-54は、軌道長半径が0.4天文単位で、離心率が大きな軌道を持つA型主系列星を含む連星であると考えられている。近星点の間、潮汐力が周期的に連星系を明るくする。さらに、これらの潮汐力は、星の1つ（または両方）に共鳴脈動を引き起こし、そのような振る舞いを示す4番目に知られている恒星系である。
KOI-126は、0.24及び0.21太陽質量の2つの低質量星が0.02天文単位の距離で1.8日の周期で互いに旋回している。これら2つの恒星は、1.3太陽質量の恒星の周囲を0.25天文単位離れた位置で34日の公転周期で公転している。これら3つの恒星は互いに重なり合い、質量と半径を正確に測定できる。他の2つの星は食連星であるりゅう座CM星を構成する。
KIC 8462852には、不可思議な減光が観測された。その光度の変化を引き起こしている原因は不明であったが、彗星等の残骸が引き起こしている可能性があるとされる。SETIの天文学者らは地球外生命体の兆候について研究している。これは、減光の原因がダイソン球等の地球外生命体の構造物がケプラーで観測された場合どのように見えるかの兆候を模倣しているように見えるためである。